# プレミアム10
プレミアム10（プレミアムテン）は、NHK総合テレビジョンで、2006年4月10日からスタートした単発特別番組枠の名称で、2008年4月からは、不定期で金曜日の22時 - 23時もしくは23時20分（JST）に放送されていた。NHKワールド・プレミアムでも内容により国内と同時放送または時差放送される（内容によっては放送権の都合で放送されない場合もある）。2009年3月20日で放送終了。
かつて平日の22時から1時間、『プライム10』（後に『プライム11』に改称）という番組が放送されていた時期があった。内容はNHKスペシャルとほぼ同一内容のドキュメンタリーや海外ドキュメンタリーなど。

## 概要
2006年3月まで、総合テレビでは、毎週土曜日19:30 - 20:45を原則として『土曜特集』という単発枠が放送されていたが、これが2006年度の大規模番組改正に伴って廃枠（代って『NHKアニメ劇場』、『探検ロマン世界遺産』が枠移動）となったことにより、それに代る新単発枠として編成されたものである。これが“プレミアム10”である。
『プレミアム10』での編成としては、NHKスペシャルで行われている通年型の連続大型シリーズ等、ドキュメンタリーやバラエティーなどの単発番組（BS-2やBS-hiで放送された単発企画も含む。地上波では本放送としての扱いとする）を柔軟かつ機動的な編成で放送を進めている。
レギュラー時代の通常時間帯は90分であったが、1時間で放送されたこともあり、『街道てくてく旅』（本放送はBShiで放送）などの穴埋め番組が放送されることも多かった。

### 金曜日への移動
2007年度の改編の枠入れ替え（『NHKスペシャル』）により、金曜日22時に移動になった（なお、隔週金曜日23時からは、2007年4月から9月までは『爆笑問題のニッポンの教養』が、同年10月から2008年3月までは『びっくり法律旅行社』が放送されていた）。

### 不定期放送へ
なお、定時番組としては2007年度で終了し、2008年度からは、同じ時間枠ながら不定期扱いとなる。定時番組としては、22:00からは衛星放送で放送されていた『ドキュメント スポーツ大陸』が『スポーツ大陸』として、22:50からは復枠となる『見どころNHK』が、23:00からは土曜日から移動した『解体新ショー』がそれぞれ放送されている。
不定期放送に変更されてからは、放送は月末の金曜日で月1回のペース、時間帯は60分ないし80分で放送される。
60分放送時には『スポーツ大陸』と『見どころNHK』が休止し、80分放送時には、『解体新ショー』も放送休止される(この場合『見どころNHK』は番組終了の直後の23:20からの通常放送)。

### 完全終了
2009年度の改編により、金曜日22時台には『金曜ドラマ』が復活されることになったのと、その直後の22:45 - 23:30には『世界ふれあい街歩き』がそれぞれ新設・放送されることになったため、2009年3月20日で、不定期でも放送を終了した。これにより、『土曜特集』以来続けられてきた単発特別番組枠が姿を消すことになる。
2009年4月からは、毎週月〜金曜日の20時からBS-hiで『プレミアム8』という特集番組枠が放送される。

### 単発枠の再開
2011年4月から、単発枠を実質2年ぶり（定時放送としては3年ぶり、土曜日の放送は5年ぶり）に再開することになった。
- 具体的には、土曜日の19:30 - 22:15の枠内で75分の特番枠を2つ編成し、
  - 19:30 - 20:45にはエンターテインメント色の強い内容の番組やスポーツ中継を
  - 21:00 - 22:15の枠では硬派の情報・教養番組などを中心にした編成にする（不定期で第1部・第2部連動の特番<「NHKスペシャル」や長時間の討論他>となることがある）。

ただしこれまでのようなゾーンタイトルは特に設けない。詳細は土曜特集#土曜単発枠の再開参照。

### 補足
- 『NHKスペシャル』が放送される場合、プレミアム10のクレジットは出なかった。ただし、作品により23:00終了となることもあり、その場合は23:00-23:30を別番組で穴埋めしていた。

## 放送日と放送番組

### 2006年
- 4月10日 奇跡の山・富士山（NHK静岡放送局、NHK甲府放送局共同制作企画）
- 4月17日 難問解決!ご近所の底力 #1
- 4月24日 立花隆・徹底討論・サイボーグの衝撃
- 5月1日 POP JAM DX #1
- 5月8日 NHKスペシャル プラネットアース 第2集「淡水に命あふれる」
- 5月15日 NHKスペシャル 小泉改革5年を問う 第2回「徹底討論 どうする“改革と格差”」
- 5月22日 難問解決!ご近所の底力 #2
- 5月29日 NHKスペシャル「ドイツW杯 世界のスーパースター〜祖国のために旋風を〜」
- 6月5日 POP JAM DX #2
- 6月12日・26日はワールドカップのため中止
- 6月19日 もっと暮らしにモーツァルト・聴いて得する?名曲セレクション生誕250年
- 7月3日 POP JAM DX #3（最終回）
- 7月10日 NHKスペシャル「危機と闘う・テクノクライシス(2)軍事転用の戦慄・ロボット」
- 7月17日 ハイビジョン生中継・世界遺産・フランス縦断の旅 「第2日・セーヌ」観光船でクルーズ
- 7月24日 女性の“うつ”あなたは大丈夫ですか?
- 7月31日 難問解決!ご近所の底力 #3
- 8月7日 NHKスペシャル「硫黄島 玉砕戦 〜生還者61年目の証言〜」
- 8月14日 NHKスペシャル「日中は歴史にどう向き合えばいいのか」
- 8月21日 「ビートルズの103時間」
- 8月28日 難問解決!ご近所の底力 #4
- 9月4日 「渥美清の肖像〜知られざる役者人生〜」
- 9月11日 世界の母さん ニッポンに生きる!2
- 9月18日 ドラマ介護エトワール
- 9月25日 難問解決!ご近所の底力 #5
- 10月2日 「関口知宏が行く ドイツ鉄道の旅」
- 10月9日 「世界最大のカブトムシ ヘラクレスを追う」
- 10月16日 「この世界に、僕たちが生きてること」

※10月2日・9日・16日 東北地方は別番組（6日程遅れて放送）
- 10月23日 「今日までそして明日から〜吉田拓郎・歌い続ける60歳」（つま恋コンサート2006の編集版と舞台裏を取り上げたドキュメント NHK名古屋放送局製作）
- 10月30日 難問解決!ご近所の底力 #6(-22:59)・「解体新SHOW 2」(23:00-)
- 11月6日 NHKスペシャル「ラストメッセージ 第2集「核なき世界を 物理学者・湯川秀樹」」(-22:59)・「THEクイズモンスター」(23:00-)
- 11月13日 「チャップリン 世紀を超える」（NHK京都放送局製作）
- 11月20日 「エンターテイナー 華麗なる技の秘密」
- 11月27日 難問解決!ご近所の底力 #7(-22:59)・「街道てくてく旅〜中山道完全踏破〜」(23:00-)
- 12月4日 わが愛（いと）しのキャンディーズ
- 12月11日 山本耕史とたどる モーツァルトへの旅
- 12月18日 星の王子さま こころの旅 サン・テグジュペリ 愛の軌跡

### 2007年
- 1月8日 ここが舞台だ〜東京・高速道路の建設現場〜(-22:59)・熱中時間 忙中"趣味"あり(23:00-)
- 1月15日 世界一美しい村に住む人々 〜イギリス コッツウォルズ〜
- 1月22日 難問解決!ご近所の底力(-22:59)・アインシュタインの眼 「炎の芸術 黄金チャーハン」(23:00-)
- 1月29日 NHKスペシャル(-22:59)・美の壺みつけた 「器」(23:00-)
- 2月5日 サウンド・オブ・ミュージック マリアが語る一家の物語
- 2月12日 パリ 世界一のチョコレートの祭典
- 2月19日 ようこそ! ピアノのワンダーランドへ
- 2月26日 難問解決!ご近所の底力 (-22:59)・熱中時間 忙中"趣味"あり(23:00-23:15)
- 3月5日 おいしさを待ち続けて 〜料理家辰巳芳子の四季〜
- 3月12日 小椋佳・63歳のメッセージ
- 3月19日 NHKスペシャル ラストメッセージ 第5集 井戸を掘る 日中の架け橋・岡崎嘉平太
- 3月26日 難問解決!ご近所の底力

ここから金曜日での放送
- 4月6日 熱闘・松坂大輔（大リーグ初登板）
- 4月13日　春節!上海巨大バスターミナル（23:00まで）
- 4月20日　カーペンターズ〜スーパースターの栄光と孤独〜
- 4月27日 ラブソングに愛を込めて〜平井堅 大塚愛 アンジェラ・アキ（23:00まで）
- 5月11日 坂崎幸之助の一夜限りの音楽ライブ（23:00まで）
- 5月18日 神様がくれた時間 〜岡本喜八と妻 がん告知からの300日
- 5月25日 フランス料理 世界一決定戦 〜ボキューズ・ドール シェフたちの熱き闘い（23:00まで）
- 8月3日 ありがとう阿久悠さん 〜日本一のヒットメーカーが生んだ名曲たち〜（阿久悠の追悼番組）
- 8月10日 尾崎豊がいた夏〜知られざる19歳の素顔〜（23:00まで）
- 8月31日 プロが選ぶ!世界遺産ベスト30（23:00まで）
- 9月14日 赤い翼 シルクロードを飛ぶ（23:00まで）
- 9月21日 やさしい歌は世界を変える〜MONGOL800 沖縄・奄美 トロピカルツアー'07〜
- 10月5日 生中継 フランス 秋のブルゴーニュ 小さな村の物語（23:00まで）
- 10月12日 関口知宏の中国鉄道大紀行秋の旅・前編
- 10月19日 雑貨大国 ベトナム紀行〜香椎由宇の一週間〜（23:00まで）
- 10月26日 菅野美穂 インド・ヨガ 聖地の旅
- 11月9日 松たか子スペシャル（23:00まで）
- 11月16日 恋うた2007 Autumn&Winter
- 11月30日 関口知宏の中国鉄道大紀行秋の旅ハイライト
- 12月7日 夢みるすべての人たちへ ドリカムワンダーランド2007の真実（23:00まで）
- 12月14日 石原裕次郎、没後20年〜裕さんへのラブレター〜（長崎県佐世保市で起こった銃乱射事件の報道による『ニュースウオッチ9』延長のため、22:30から放送した）
- 12月21日 加山雄三 永遠の若大将〜古希を駆けぬける（23:00まで）

### 2008年
- 1月11日 スポーツ大陸　プロボクサー・来家由美子（22:50まで）
- 1月18日 絆・被災地をつなぐ“こころの歌”〜阪神大震災から13年
- 1月25日 変わり続けるために変わらないもの〜コブクロ ライブ&ドキュメント（23:00まで）
- 2月1日　エンターティナー華麗なる技の秘密II
- 2月8日　あの歌声を再び〜テノール歌手ベー・チェチョルの挑戦〜（23:00まで）
- 2月15日 坂崎幸之助の一夜限りの音楽ライブVOL.2（BS2で2007年9月14日に放送されたもの）
- 2月22日　80歳の決着〜元兵士たちの日米野球〜（23:00まで）
- 2月29日　挫折と栄光世界を変えたアスリートたち
- 3月7日　TULIP〜青春のラストラン〜（23:00まで）
- 3月14日　和食の極み〜第1回日本料理コンペティション

ここから不定期放送
- 4月25日　出発しました 世界一周!地球に触れる・エコ大紀行
- 5月30日　赤塚不二夫なのだ!!
- 10月31日 空飛ぶ魚を追って〜赤道直下から日本5000キロの旅〜（23:00まで）
- 11月7日　シリーズ“秋・つながる心”輝け!命〜列島縦断 がん患者24時間ウオーク〜
- 11月14日　恋うた2008〜秋冬ラブソング特集〜
- 11月28日　天国の扉をノックしろ〜長瀬智也30歳のいま〜

### 2009年
- 1月30日 手塚治虫 漫画・音楽・そして人生
- 2月27日 演歌歌手ジェロ “母ちゃん”と目指した夢舞台（22:50まで）
- 3月20日 FM40年記念番組 FMに愛を込めて（最終回、23:10まで）